# NGC 4920
NGC 4920 is een onregelmatig sterrenstelsel in het sterrenbeeld Maagd. Het hemelobject werd in 1882 ontdekt door de Duitse astronoom Ernst Wilhelm Leberecht Tempel.

## Synoniemen
- IC 4134
- MCG -2-33-94
- PGC 44958